# 胡愷麟
胡愷麟（?—?），順天府寶坻縣人，清朝政治人物、同進士出身。
光緒二十年（1894年），参加光緒甲午科殿試，登進士三甲135名。同年五月，授内阁中书。